# Minh Hằng (diễn viên)
Minh Hằng (sinh ngày 21 tháng 11 năm 1961) là nữ diễn viên người Việt Nam. Bà được biết đến qua các vai Táo quân trong chương trình hài kịch Gặp nhau cuối năm cũng như nhiều vai diễn khác trong sự nghiệp của mình. Bà từng tham gia trong “Đứa con tôi” (đạo diễn Khải Hưng) - bộ phim truyện đầu tiên đạt giải thưởng Liên hoan phim toàn quốc 1983.
Minh Hằng là diễn viên khóa I của Nhà hát Tuổi trẻ, cùng khóa với các nghệ sĩ như Lê Khanh, Lan Hương và Chí Trung.

## Sự nghiệp
- Năm 1983: Tốt nghiệp khoa Sân khấu Kịch nói và làm việc tại Nhà hát Tuổi Trẻ (Nhà hát dành cho thanh thiếu niên).
- Từ năm 1983 đến năm 1997: kịch như “Cô hầu Nicole” trong “Trưởng giả học làm sang” của Molière”, vai “Kỹ sư Lệ” trong “Điều không thể mất”, “A Tử” trong vở “Băng Nhi”, “Trò đời”... “Vẫn chưa muộn”, “Vờ ly dị hóa thật”, “Cao thủ”, “Người tốt Thành Tứ Xuyên”, “Kẻ sát nhân lương thiện”, “Bóng tối phù dung”, “Quỷ nhập tràng”... “Cám” trong “Tấm Cám”, “Hoàng tử Nguồn” trong “Kết bạn với Thiên thần”, “Hoàng tử dũng cảm”, “Hoàng tử học nghề”..., “Dế mèn phiêu lưu ký "...
- Năm 1991: chính thức làm Hội viên Hội nghệ sỹ SKVN.
- Năm 1992: được vinh dự là đại biểu duy nhất của Việt Nam được Giám đốc Nhà hát Tuổi Trẻ tin tưởng giao nhiệm vụ Đại biểu ASSITEJ. Việt Nam đi dự đại hội quốc tế tổ chức tại Kenya – Châu Phi với hơn 20 nước trên thế giới tham dự hội thảo “Sân khấu dành cho khán giả trẻ”, “Sân khấu vì thế hệ trẻ”...
- Năm 1993: được bầu chọn là 1 trong 5 “Diễn viên xuất sắc nhất toàn quốc trong năm” do Tạp chí Sân khấu tổ chức, bình chọn dựa trên các hoạt động sân khấu Truyền hình
- Năm 1995: Đoạt “Huy chương Vàng” Hội diễn Sân khấu chuyên nghiệp toàn quốc vở “Vũ Như Tô”, vai “Thị Nhiên”, tác giả: Nguyễn Huy Tưởng.
- Năm 1997: Đi dự Festival tại Bắc Kinh - Trung Quốc. Được Nhà nước phong tặng danh hiệu cao quý Danh hiệu: “Nghệ sỹ Ưu tú”. tham gia tích cực hoạt động nghệ thuật sân khấu nói chung và tham gia tích cực lĩnh vực Điện ảnh và sân khấu truyền hình, phim Truyền hình Việt Nam. Tham gia đóng góp các vai chính trong phim, được khán giả yêu thích như: “Ẩn diện Thiền Cô”, vai chính Đài Truyền hình Đà Nẵng, “Đời mưa gió”, “Người cha thầm lặng”, “Lời từ biệt tình yêu”, “Khát vọng sống”, “Người hùng râu quặp”, “Trạng Quỳnh” vai “Ngoan” được khán giả trong và Việt Kiều ở ngoài nước yêu thích... các vai diễn đa chiều hỉ, nộ, ái ố của các nhân vật như “Mảnh vỡ hoàn hảo”, “Gió qua miền tối sáng”, “Nước mắt chảy xuôi”, “Mang nợ”, “Những người sống bên tôi”, “Tình đất lòng người”, “Ghen”, “Dương tính”, “Cửa hàng cô pha”... và đặc biệt tôi được tham gia đóng vai chính trong phim “Tìm lại Đa” phim cộng tác với Đài truyền hình Nhật Bản đã được Việt Kiều và báo chí Nhật đăng tin. Các báo đăng bài khen ngợi như Báo Quân đội nhân dân, Đất Việt, Báo tin tức, Báo Pháp luật, Báo CAND, gia đình, Vn Express, Thế giới

- Năm 1999: được ASSITEJ Việt Nam cử đi dự Hội thảo Sân khấu các nước khu vực ASEAN - Sân khấu dành cho thế hệ bước vào thế kỷ 21 tổ chức tại Okinawa và Tokyo Nhật Bản.
- Năm 1999: nhận “Huy chương vì sự nghiệp sân khấu Việt Nam” của Hội NSSKVN trao tặng.
- Năm 2000: tặng Bằng khen của Công đoàn Bộ Văn hóa Thông tin đạt danh hiệu “Phụ nữ điển hình Tiên Tiến trong thời kỳ 10 năm đổi mới” (1990 - 2000). bên cạnh các vai trên sân khấu, các nhân vật phim truyền hình đan xen nhau.
- Năm 2002: Vinh dự nhận “Bằng khen của Thủ tướng Chính phủ”.[4]
- Năm 2019, Minh Hằng chính thức được Nhà nước Việt Nam phong tặng danh hiệu Nghệ sĩ Nhân dân.

## Đời tư
Vào năm 21 tuổi, Minh Hằng từng kết hôn với một người đàn ông gốc Hà Nội, tuy nhiên, cả hai đã chia tay vì không hợp nhau. Sau biến cố này, bà sống độc thân trong khoảng 25 năm. Sau đó, Minh Hằng quyết định kết hôn với một người bạn quen biết 10 năm của mình là GS toán học Nguyễn Huy Tuệ. Chồng bà là người gốc Hà Tĩnh.

## Danh sách phim
- Ẩn diện thiền cô
- Đời mưa gió
- Hà Nội mùa chim làm tổ
- Người cha thầm lặng
- Lời từ biệt tình yêu
- Khát vọng sống
- Người hùng râu quặp
- Phải chăng đó là tình yêu
- Mảnh vỡ hoàn hảo
- Chuyện không đăng báo (1996)
- Tình đất lòng người (1997)
- Chuyện tình của tôi (1998)
- Dương tính (1998)
- Ghen (1998)
- Liệu pháp tình yêu (1998)
- Của rơi (2002)
- Gió qua miền tối sáng (1998)
- Chuyện ngoài sân cỏ (1998)
- Một ngày không bình thường
- Khi đàn ông goá vợ bật khóc (2013)
- Lạc lối (2013)
- Thời gian còn lại
- Người Hà Nội (phim)
- Nước mắt chảy xuôi
- Vũ Như Tô
- Cái tát sau cánh gà
- Nhật ký Vàng Anh (2006)
- Trò đời (2010)
- Trở về giữa yêu thương (2020)
- Đấu trí (2022)

Các chương trình: lồng tiếng, thu đài
- Gặp nhau cuối năm (Đài THVN) Táo Văn Hóa
- Gặp nhau cuối năm (Đài THVN) Táo điện lực
- Sitcom (300 tập) – Những người độc thân vui vẻ.
- Những nhân viên gương mẫu (2019)

## Giải thưởng và đề cử
Năm 1995, giành HCV Hội diễn Sân Khấu chuyên nghiệp toàn quốc.
Năm 1999, được Hội NSSKVN trao tặng Huy chương vì sự nghiệp sân khấu Việt Nam.
Năm 2000, được Công đoàn Bộ Văn hóa Thông tin trao tặng danh hiệu Phụ nữ điển hình tiên tiến trong thời kỳ 10 năm đổi mới.
Năm 2002, vinh dự nhận Bằng khen của Thủ tướng Chính phủ.